# Luigi Bottazzo
Luigi Bottazzo (Presina di Piazzola, 9 luglio 1845 – Padova, 29 dicembre 1924) è stato un organista e compositore italiano.

## Biografia
All'età di nove anni perse la vista in un incidente. Studiò la musica presso l'Istituto dei ciechi a Padova dove ebbe come insegnanti Giovanni Andrich per il pianoforte, Giacomo Carlutti per l'organo e Melchiorre Balbi per il contrappunto. Nello stesso istituto, tempo dopo, fu nominato, a soli diciannove anni, insegnante di armonia, contrappunto e organo.
L'illustre organista si esibì in molte chiese di Padova e paesi limitrofi, e nel 1872 divenne l'organista della Basilica di Sant'Antonio di Padova e insegnante d'organo. Il suo allievo più illustre fu Raffaele Casimiri, che divenne maestro di cappella presso la Basilica di San Giovanni in Laterano a Roma.
Le sue composizioni sono più di 300 (compose molta musica per organo o armonium, ma anche per canto e pianoforte, pianoforte solo, a voci sole, per voci e organo).
Partecipò molto attivamente ai congressi di musica sacra, recandovi varie relazioni a sostegno del Movimento Ceciliano.
Pubblicò una serie di testi teorici adottati anche da alcuni conservatori di musica.
Morì a Padova nel 1924.

## Opere
Alcune sue composizioni (Titolo e numero dell'opera):
- 25 Trios, op. 101;
- 24 Preludi facili, op. 104;
- 100 Versetti, op. 105 (2 volumi);
- Preludio per G.O., op. 113;
- 6 Pezzi per organo, op. 120;
- la Santa Messa, op. 126;
- Corale ed Offertorio, op. 194;
- Missa Pastoralis ad duas voces aequales, op. 198
- Messa Breve e Facile a due voci dispari in onore di San Martino vescovo
- 7 Marce religiose, op. 204;
- Piccola Suite, op. 207;
- Messa VIII "Degli angeli", op. 208 a
- Sonata in Re minore, op. 210;
- Messa S.Teresa del Bambin Gesù, op.229;
- Messa S.Clara Vergine, op.262;
- Laudate Eum in Chordis et Organo, op. 269 (sette entrate solenni);
- XII Motecta Natalicia ad chorum unius vocis mediae, op. 278
- 4 Pastorali, op. 279;
- Missa pro Defunctis, op. 281;
- Messa S.Tarcisio, op.318;
- Laus Tibi Christe, op. 339;
- Messa nuziale, op. 368;
- Missa in honorem S. Luciae ad duas voces aequales, op. 180
- Pange lingua, op 347 a
- Ave Maris Stella, op. 347 b

Oltre alle altre composizioni musicali va citato il trattato l'Harmonium, metodo completo per studiare l'harmonium.

## Composizioni e Partiture
- op 204(EN) Spartiti liberi di Luigi Bottazzo, in International Music Score Library Project, Project Petrucci LLC.